# St. Kunigund (Bamberg)

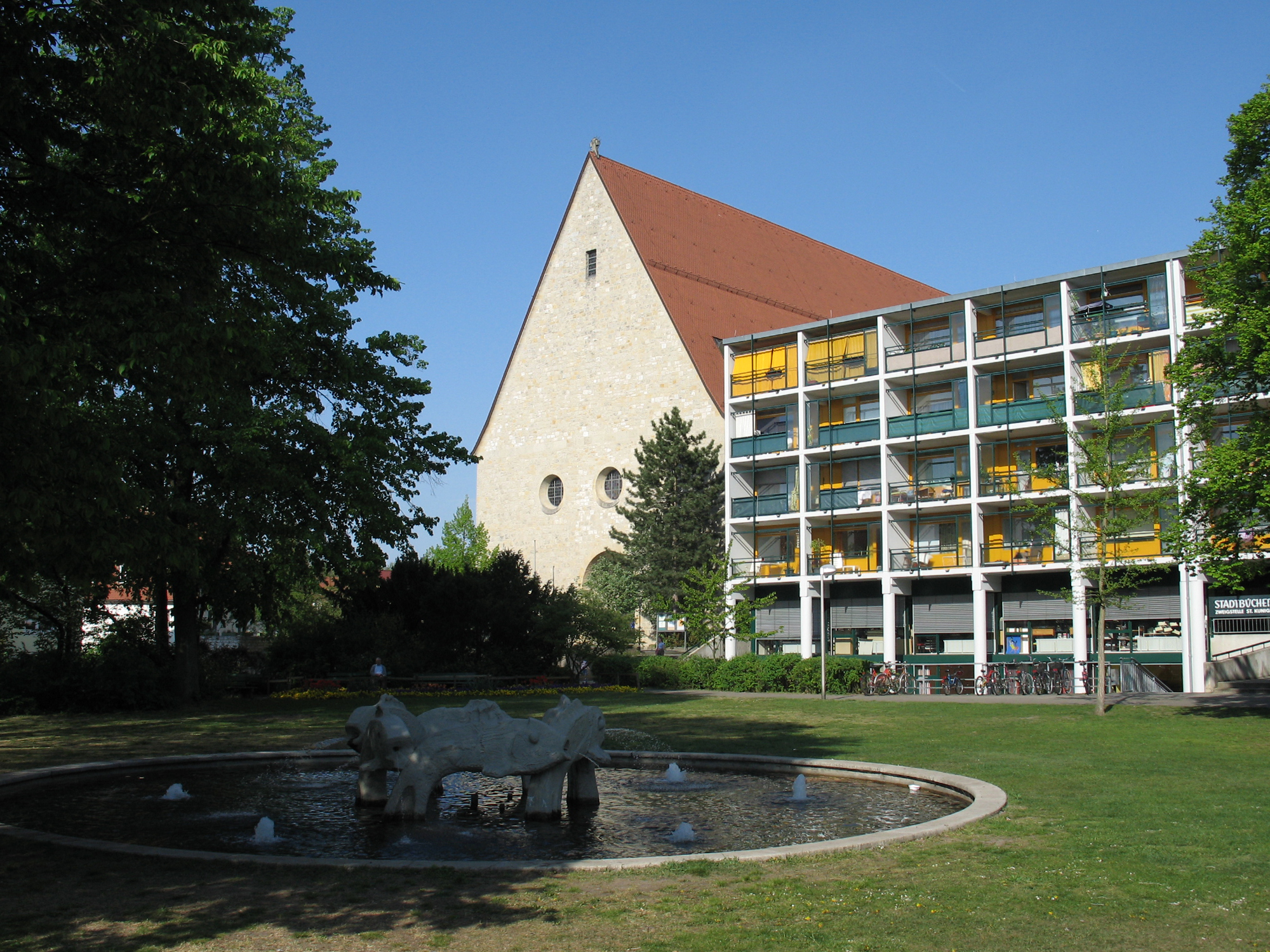
Bamberg-Gartenstadt, Gartenstädter Markt mit Delphinbrunnen von Robert Bauer-Haderlein. Im Hintergrund die Pfarrkirche St. Kunigund und das „Haus der Begegnung“ (von l. nach r.).

Sankt Kunigund ist eine römisch-katholische Pfarrkirche im Bamberger Stadtteil Gartenstadt. Sie wurde 1952/53 nach Plänen von Josef Lorenz errichtet.

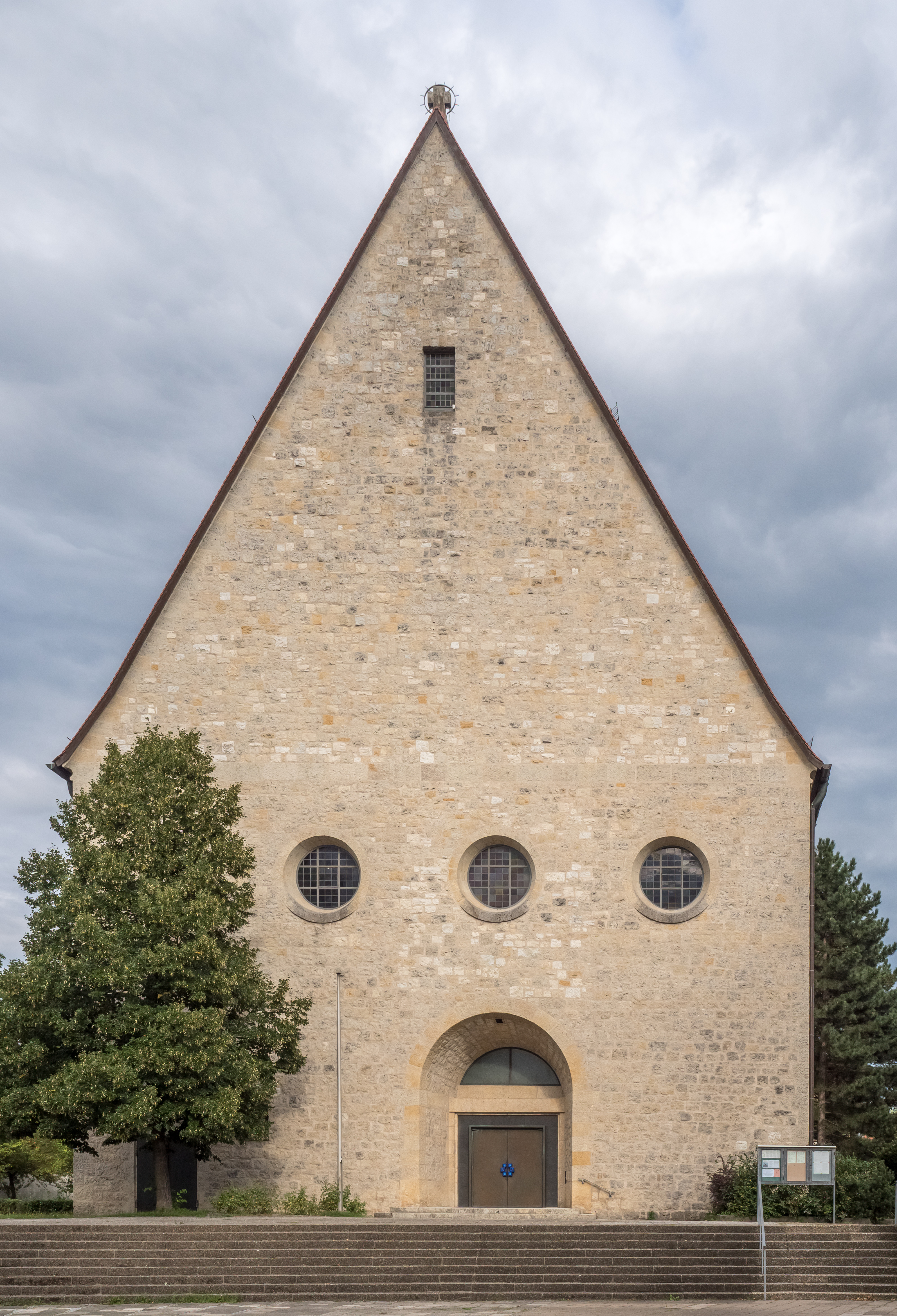
Eingangsbereich der Kirche St. Kunigund.

## Geschichte
Obwohl die Spinnseyer-Siedlung, wie die Bamberger Gartenstadt bis 1951 genannt wurde, schon vor dem Zweiten Weltkrieg ein enormes Bevölkerungswachstum hatte, wurde der Bau einer eigenen Pfarrkirche lange Zeit zurückgestellt, wohl auch deswegen, weil dies der nationalsozialistischen Siedlungsplanung zuwiderlief. Daher wurden die katholischen Gläubigen bis 1950 durch die Pfarrei Sankt Heinrich seelsorgerisch betreut. Im selben Jahr fiel der Entschluss, eine eigene Kirche für die Gartenstadt zu errichten, die der Bamberger Stadtpatronin Kunigunde von Luxemburg gewidmet werden sollte. Allerdings musste der ursprünglich anvisierte Bauplatz auf dem heutigen Gartenstädter Markt aus Gründen der Stadtplanung aufgegeben werden. Stattdessen wählte man den jetzigen Standort an der Nordostseite des Platzes, der das neue Zentrum der Siedlung bilden sollte. Die Grundsteinlegung fand am 1. November 1952 statt.
Dank großzügiger Spenden und Mithilfe aus der Bevölkerung konnte die Kirche bereits nach knapp einjähriger Bauzeit am 10./11. Oktober 1953 durch den Bamberger Erzbischof Joseph Otto Kolb geweiht werden. Zuvor hatte eine Baracke an der Stauffenbergstraße (anstelle des heutigen Hauses Nr. 138) als Notkirche gedient. Aufgrund der hohen Kosten, die die aufwändige Fundamentierung der neuen Kirche im Lehmboden der Gartenstadt verursacht hatte, musste man jedoch – sehr zum Leidwesen der Bevölkerung – auf den geplanten Bau eines Glockenturms verzichten; dieser in den folgenden Jahrzehnten noch oft diskutierte und bemängelte Umstand und die prägnante Form ihres hohen Satteldachs haben der Kirche unter bösen Zungen die wenig schmeichelhafte Bezeichnung „Scheune“ eingebracht.
Im Zuge des Zweiten Vatikanischen Konzils wurde das Innere der Kirche ab 1974 teilweise umgestaltet. 1983 richtete man im südlichen Anbau des Langhauses eine Werktagskirche ein, die größtenteils von dem Kölner Künstler Egino Weigert ausgestattet wurde. Die letzte Innenrestaurierung wurde 1994 vorgenommen.

## Architektur

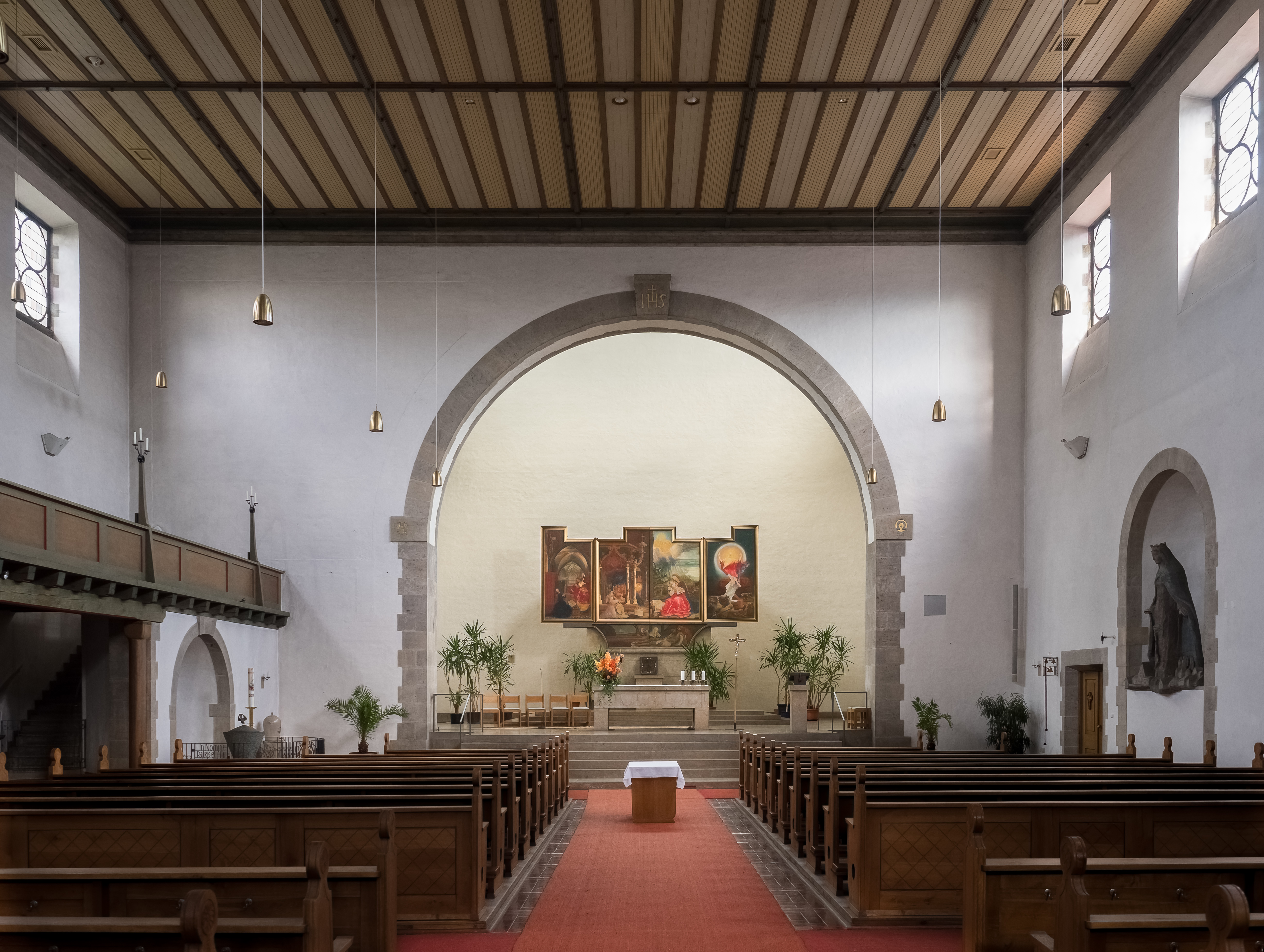
Kirchenschiff mit detailgetreuem Nachbau des Isenheimer Altars.

Für die Planung zeichnete der aus Bamberg stammende Bauingenieur Josef Lorenz (1903–1971) verantwortlich, der zuvor bereits die Neubebauung des zerbombten Quartiers am Obstmarkt entworfen hatte. Sein Projekt für Sankt Kunigund, in dem – wie eine Lokalzeitung 1952 berichtete – „das gute Alte im Bauwesen organisch mit dem schönen Neuen“ verbunden werden sollte, orientiert sich an den so genannten „Gottesburgen“, die für den Kirchenbau im Erzbistum Bamberg der Zwischenkriegszeit charakteristisch waren. Dem entsprechen die Steinsichtigkeit der Außenmauern und die verfremdeten Zitate aus der mittelalterlichen Sakralarchitektur, so z. B. das steile Satteldach und die monumentale Westfassade mit der vorgelagerten Freitreppe und dem tiefen Rundbogenportal.
Das Innere der Kunigundenkirche ist ein einfacher Saal mit Felderdecke. Im Westen befindet sich eine Vorhalle, die die hölzerne Orgelempore enthält und durch eine hohe Rundbogenarkade zum Kirchenraum hin geöffnet ist. Im Osten trennt eine gleich gestaltete Arkade den gerade geschlossenen, ausgeschiedenen Chorraum vom Langhaus ab. Er ist im Vergleich zum Kirchenschiff erhöht und wird durch einen hoch in der Mauer liegenden, umlaufenden Fensterstreifen belichtet. Die Langhausfenster sind ähnlich gestaltet. Sowohl Vorhalle als auch Chorraum sind nach Süden aus der Längsachse des Baus verschoben, so dass an der Nordwand der Kirche eine hölzerne Seitenempore Platz findet. Dahinter öffnet sich in der Nordwand eine Apsis für die so genannte Marienkapelle (gleichzeitig Kriegergedächtnisstätte). Weitere Nebenräume (u. a. die Werktagskirche) befinden sich an der Südseite der Kirche.

## Ausstattung

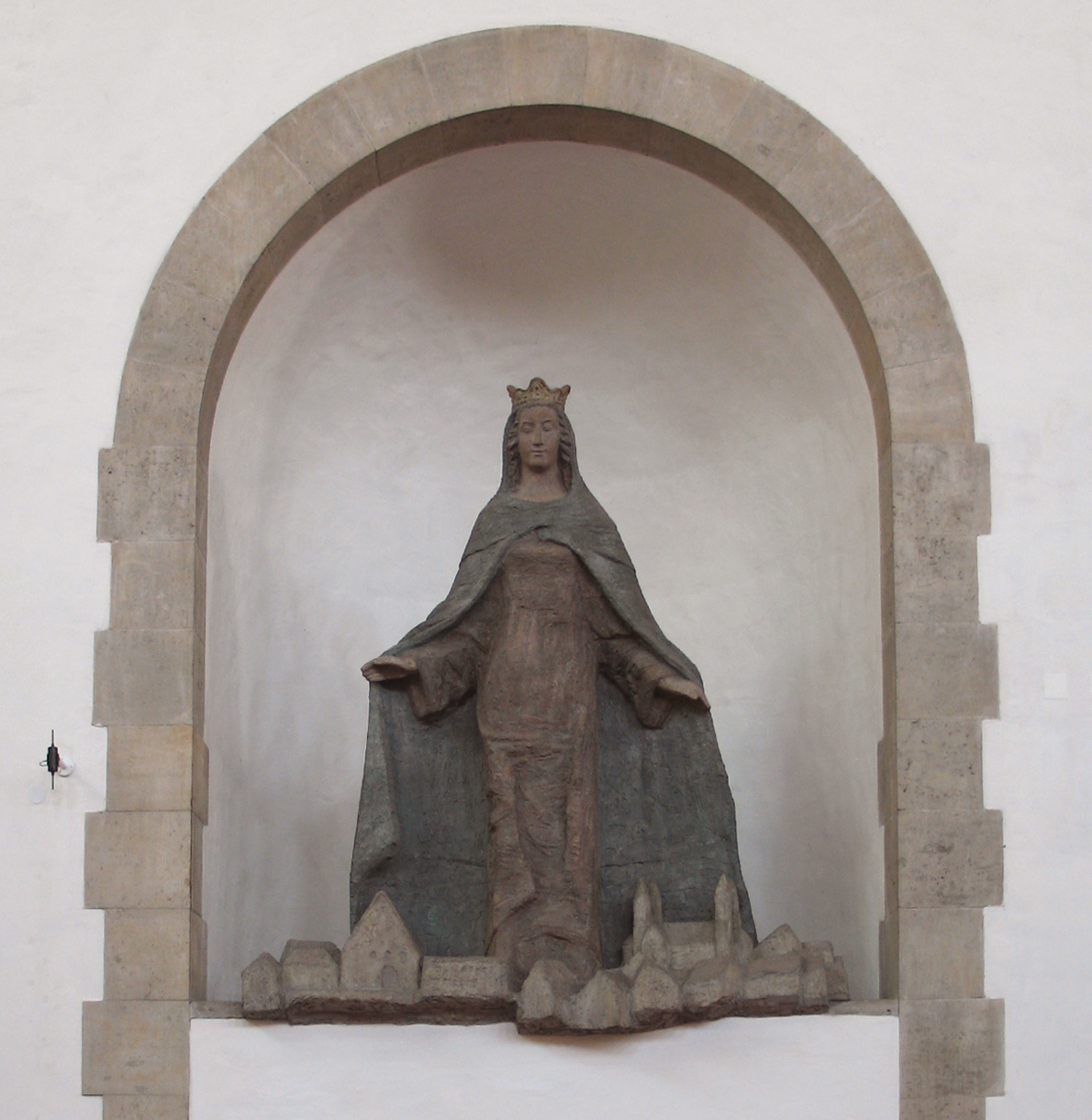
Statue der Hl. Kunigunde von Robert Bauer-Haderlein (1977/78).

Der größte Teil der Innenausstattung von Sankt Kunigund wurde erst in den Jahren nach der Schlussweihe, v. a. nach dem Zweiten Vatikanischen Konzil geschaffen. Beteiligt waren überwiegend Künstler aus Bamberg und dem fränkischen Raum. Ein Kuriosum stellt das Hochaltarretabel dar, das noch zur Erstausstattung der Kirche gehört: Es ist eine detailgetreue Kopie des Isenheimer Altars von Matthias Grünewald und wurde in jahrelanger Arbeit von dem Altmannshausener Pfarrer Karl Sohm angefertigt. Erwähnenswert sind ferner die farbig gefassten Kreuzwegreliefs der Bamberger Bildhauerin Maria Lerch in Zementguss (1957 geweiht) sowie an der Empore der Taufstein (1958) von Gisela Kroll und Georg Wohlrab, Nürnberg. 1975 wurde die Ausstattung durch eine fast lebensgroße Plastik der Kirchenpatronin Kunigunde von Robert Bauer-Haderlein bereichert, die in der Art einer Schutzmantelmadonna die Stadt Bamberg unter ihrem Umhang birgt. Für die Marienkapelle in der nördlichen Langhauswand schuf Josef Leismüller 1977/78 eine gefasste Holz-Pietà, die sich in ihrer Gestaltung an die Pietà Ignaz Günthers (1764) in der Klosterkirche zu Weyarn anlehnt.

## Orgel

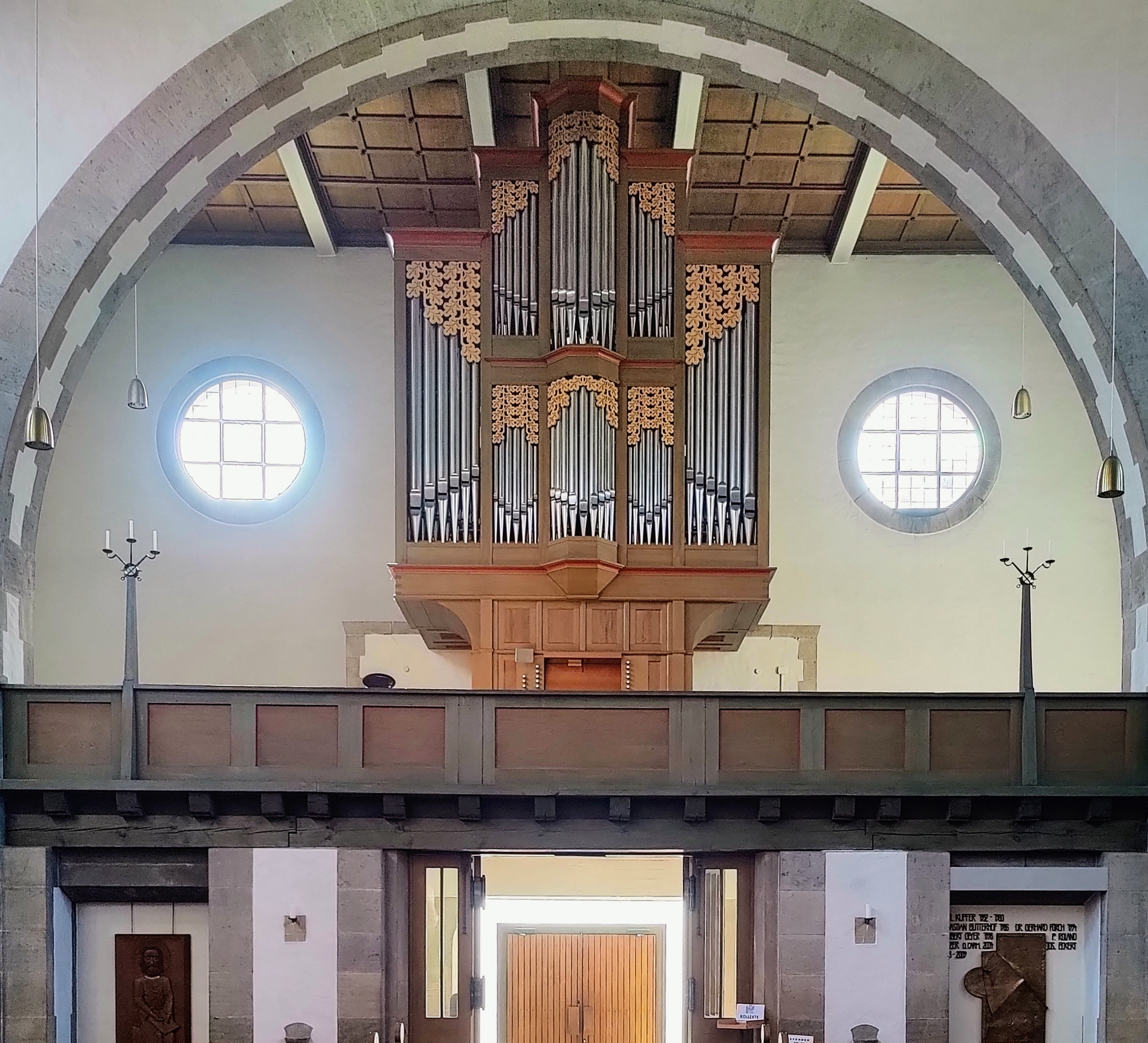
Orgel

Die Orgel wurde 1996 von der Orgelbaufirma Sandtner (Dillingen) erbaut. Das rein mechanische Schleifladen-Instrument hat 28 Register (1692 Pfeifen) auf zwei Manualen und Pedal.
| I Hauptwerk C–g3 |            |       |
| 1.               | Bourdon    | 16′   |
| 2.               | Principal  | 8′    |
| 3.               | Copel      | 8′    |
| 4.               | Gemshorn   | 8′    |
| 5.               | Octave     | 4′    |
| 6.               | Blockflöte | 4′    |
| 7.               | Quint      | 2 ⁄3′ |
| 8.               | Superoctav | 2′    |
| 9.               | Mixtur IV  | 1′    |
| 10.              | Trompete   | 8′    |

| II Oberwerk C–g3 |              |        |
| 11.              | Principal    | 8′     |
| 12.              | Voce umana   | 8′     |
| 13.              | Rohrflöte    | 8′     |
| 14.              | Viola        | 8′     |
| 15.              | Octave       | 4′     |
| 16.              | Traversflöte | 4′     |
| 17.              | Nasard       | 2 ⁄3′  |
| 18.              | Waldflöte    | 2′     |
| 19.              | Terz         | 1 3⁄5′ |
| 20.              | Scharff IV   | 1′     |
| 21.              | Cromorne     | 8′     |
|                  | Tremulant    |        |

| Pedal C–f1 |               |     |
| 22.        | Holzprinzipal | 16′ |
| 23.        | Subbass       | 16′ |
| 24.        | Octavbass     | 8′  |
| 25.        | Gedecktbass   | 8′  |
| 26.        | Tenoroctav    | 4′  |
| 27.        | Posaune       | 16′ |
| 28.        | Trompete      | 8′  |

- Koppeln: II/I, I/P, II/P

## Nebengebäude
Der ursprüngliche Entwurf sah einen großzügigen Komplex vor, der das gesamte Areal zwischen Holunderweg, Josef-Otto-Kolb-Straße, Seehofstraße und Gartenstädter Markt einnehmen sollte. Neben der eigentlichen Kirche waren u. a. eine runde Kriegergedächtniskapelle vor der Westfassade, ein hoher Glockenturm und ein dreiflügeliges Mehrzweckgebäude im Süden geplant. Allerdings kam aus Kostengründen nur ein Teil der geplanten Bauten zur Ausführung.
Sowohl das Mesnerhaus vor der Westfassade der Kirche als auch das Pfarrhaus an der Südostseite (erbaut 1952) sind noch dem Heimatschutzstil der Vorkriegszeit verpflichtet. Die Charakteristika dieses Stils treten besonders deutlich am Pfarrhaus mit seiner auffälligen Eckrustizierung, dem steilen Walmdach und den Fledermausgauben hervor.